# Nu1 Coronae Borealis
Nu1 Coronae Borealis (20 Coronae Borealis) é uma estrela na direção da constelação de Corona Borealis. Possui uma ascensão reta de 16h 22m 21.42s e uma declinação de +33° 47′ 56.9″. Sua magnitude aparente é igual a 5.20. Considerando sua distância de 555 anos-luz em relação à Terra, sua magnitude absoluta é igual a −0.96. Pertence à classe espectral M2III.